# Liste des langues austronésiennes majeures ou officielles
 (janvier 2021).
Si vous disposez d'ouvrages ou d'articles de référence ou si vous connaissez des sites web de qualité traitant du thème abordé ici, merci de compléter l'article en donnant les références utiles à sa vérifiabilité et en les liant à la section « Notes et références ».
Voici la liste des principales langues austronésiennes, majeures ou officielles, une famille largement dispersée entre l'Asie du Sud-Est, l'Océanie, mais également en Asie continentale et à Madagascar.

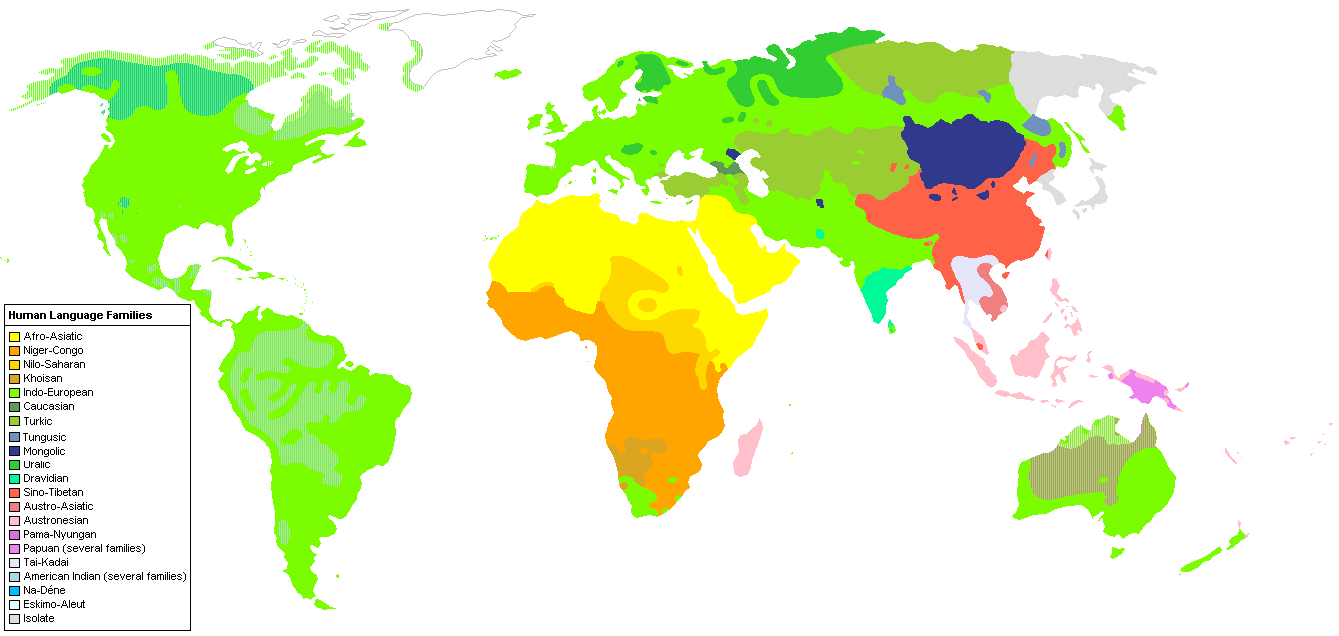
Carte montrant la distribution des familles de langues : le rose pâle est celui des langues austronésiennes.

## Langues majeures

### Parlées par plus de quatre millions de locuteurs natifs
- Javanais (76 millions)
- Filipino / tagalog (47 millions natifs, ~90 millions total[1])
- Malais / indonésien, (45 millions natifs, ~250 millions total)
- Soundanais (27 millions)
- Cebuano (19 millions natifs, ~30 millions total)
- Malgache (Merina) (17 millions)
- Madurais (14 millions)
- Ilocano (8 millions natifs, ~10 millions total)
- Hiligaïnon (7 millions natifs, ~11 millions total)
- Minangkabau (7 millions)
- Batak (7 millions, dialectes compris)
- Bicol (4.6 millions, dialectes compris)
- Banjar (4.5 million)
- Balinais (4 million)

### Langues officielles
- Carolinien (5 700,  Îles Mariannes du Nord)
- Chamorro (60 000,  Guam et  Îles Mariannes du Nord)
- Fidjien (350 000 natifs, 550 000 total,  Fidji)
- Filipino (47 millions natifs, ~90 millions total,  Philippines)
- Gilbertin (100 000,  Kiribati)
- Hawaïen (1 000 natifs, 8 000 le comprennent,  Hawaï)
- Malais / Indonésien, (45 millions natifs, ~250 millions total,  Brunei,  Timor-Oriental,  Indonésie,  Malaisie et  Singapour)
- Malgache (17 millions,  Madagascar)
- Maori de Nouvelle-Zélande (100 000,  Nouvelle-Zélande)
- Marshallais (> 44 000,  Îles Marshall)
- Nauruan (6 000,  Nauru)
- Niue (8 000,  Nioué)
- Rapanui (5 000,  Chili)
- Samoan (370 000,  Samoa,  Samoa américaines)
- Tahitien (120 000,  Polynésie française)
- Tétoum (800 000,  Timor-Oriental)
- Tonguien (108 000,  Tonga)
- Tuvaluan (13 000,  Tuvalu)